# Campeonato Asiático de Atletismo em Pista Coberta
O Campeonato Asiático de Atletismo em Pista Coberta (em inglês: Asian Indoor Athletics Championships) realiza-se desde 2004 e é organizado a cada dois anos pela Associação Asiática de Atletismo (AAA). É a maior prova atlética a nível asiático que se celebra no Inverno e fora dos anos em que se celebram os Jogos Olímpicos de Verão ou o Campeonato Asiático. Devido a este campeonato se realizar em pista coberta, o número de provas é menor que nos outros grandes eventos.

## Edições
| Edição | Ano  | Sede     | País        | Data                 | Estádio                                         |
| ------ | ---- | -------- | ----------- | -------------------- | ----------------------------------------------- |
| 1º     | 2004 | Teerã    | Irão        | 6 a 8 de fevereiro   | Aftab Enghelab Complex                          |
| 2º     | 2006 | Pattaya  | Tailândia   | 10 a 12 de fevereiro | Indoor Athletics Stadium                        |
| 3º     | 2008 | Doha     | Catar       | 14 a 16 de fevereiro | ASPIRE Dome                                     |
| 4º     | 2010 | Teerã    | Irão        | 24 a 26 de fevereiro | Aftab Enghelab Complex                          |
| 5º     | 2012 | Hangzhou | China       | 18 e 19 de fevereiro | Vocational and Technical College Athletics Hall |
| 6º     | 2014 | Hangzhou | China       | 15 e 16 de fevereiro | Vocational and Technical College Athletics Hall |
| 7º     | 2016 | Doha     | Catar       | 19 a 21 de fevereiro | ASPIRE Dome                                     |
| 8º     | 2018 | Teerã    | Irão        | 1 a 3 de fevereiro   | Aftab Enghelab Complex                          |
| 9º     | 2020 | Hangzhou | China       | 12 e 13 de fevereiro | Cancelado devido a Pandemia de Covid-19         |
| 10º    | 2023 | Astana   | Cazaquistão | 10 a 12 de fevereiro | Palácio dos Esportes do Cazaquistão             |